# Timbuktu (artist)

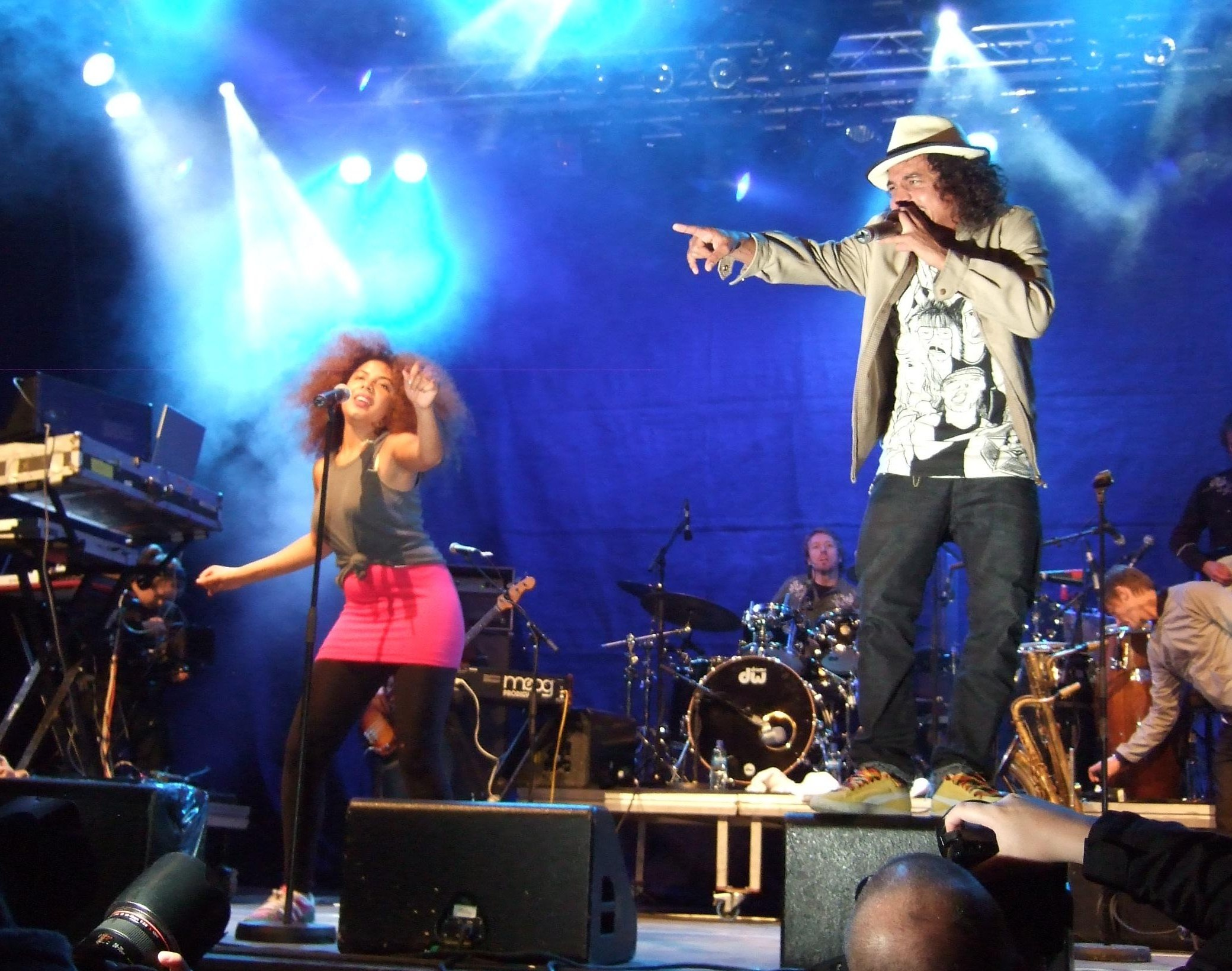
Timbuktu och Damn! & Mapei i Bodø 2007.

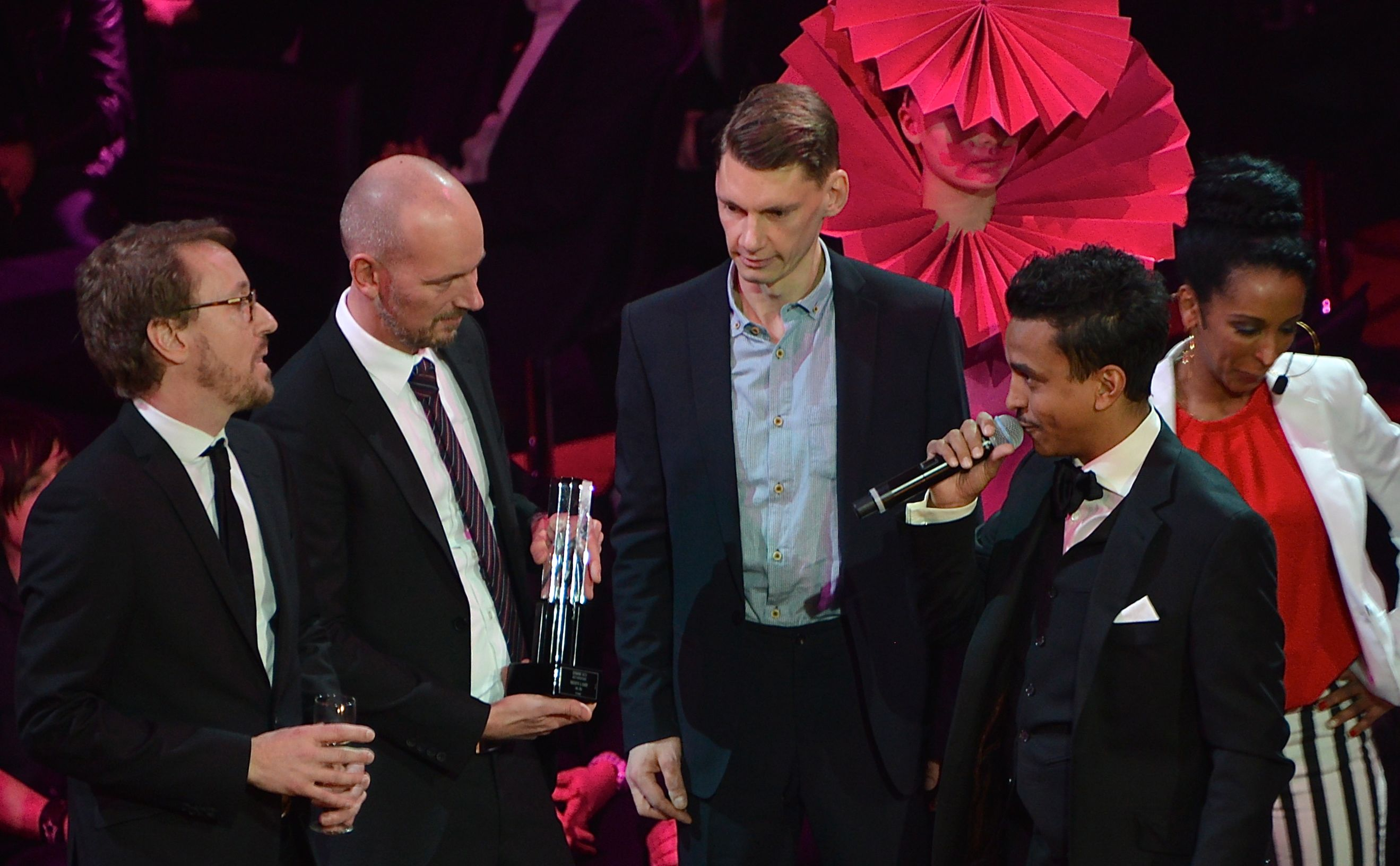
Timbuktu & Damn vinner grammispriset 2012 för Årets hiphop/soul på Grammisgalan på Cirkus, Stockholm den 20 februari 2013.

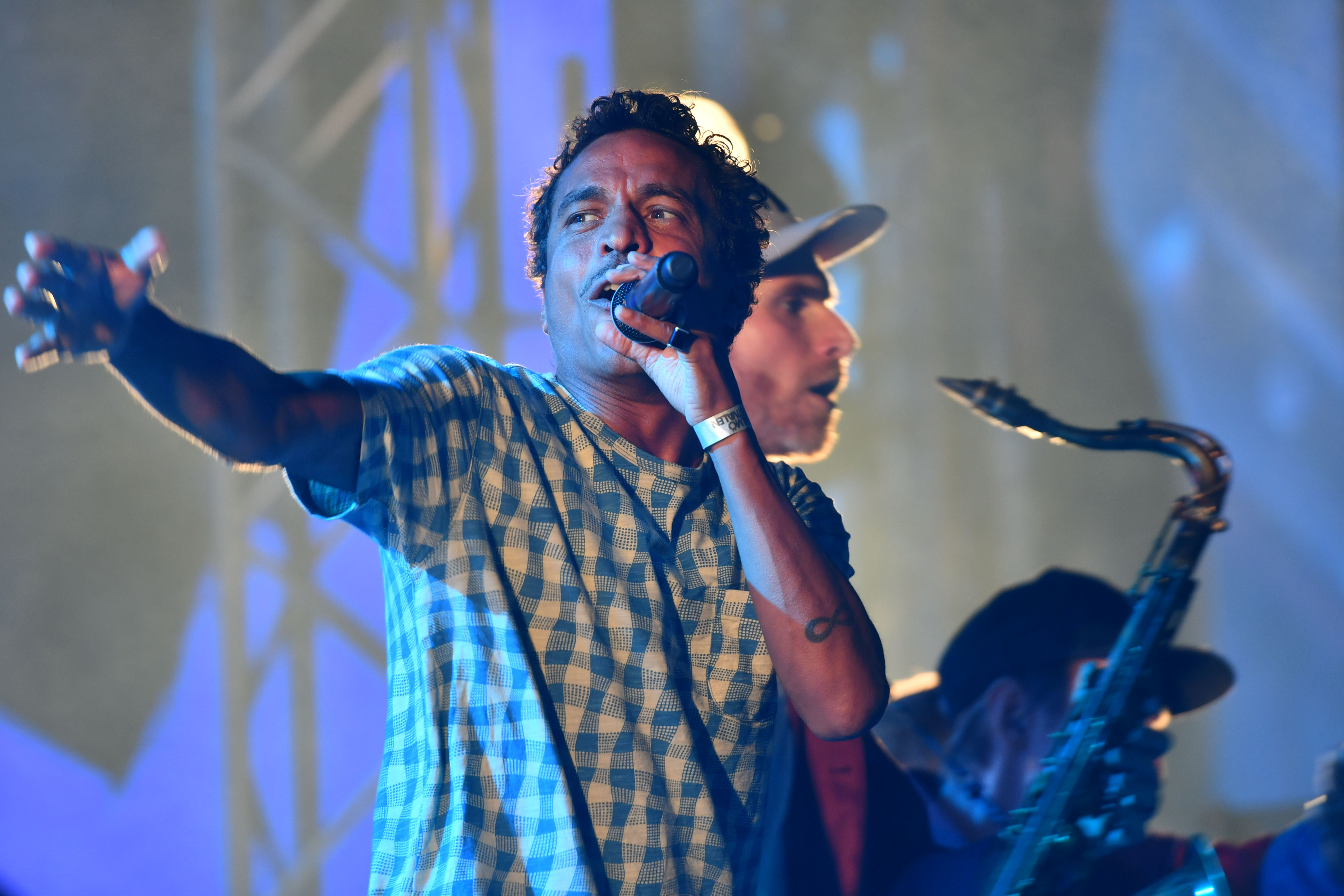
Timbuktu och Damn! på Malmöfestivalen 2018.

Jason Michael Bosak Diakité, mer känd under sitt artistnamn Timbuktu, född 11 januari 1975 i Lunds domkyrkoförsamling, Malmöhus län, är en svensk rappare, sångare, låtskrivare och programledare. Han har tagit sitt artistnamn från staden Timbuktu i Mali, ett land där hans far Madubuko Diakité har rötter.

## Biografi
Jason Diakité är son till Madubuko Diakité som forskar om mänskliga rättigheter. Han växte upp i Lund, och eftersom hans föräldrar kommer från USA har han både engelska och svenska som modersmål.

### Musik
Timbuktus första singel, Lifestress, producerades av Falcon och Sleepy, och gavs ut 1996. Tillsammans med Obi gav han ut albumet Bright Lights, Big City (1999) under namnet Excel. Några månader senare gav han ut sin första solo-EP, The Conspiracy, och 2000 kom debutalbumet T2: Kontrakultur.
År 2000 samarbetade han med technoduon Antiloop och gjorde låten Catch Me. Låten släpptes som en singel till det Grammisbelönade albumet Fastlane People.
I april 2002 släppte Timbuktu sitt andra studioalbum Wått's dö madderfakking diil? med singlarna “Gott Folk”, “Jag Drar” och “Ljudet Av”. Skivan landade på plats nr 8 på albumtoplistan i Sverige och han tilldelades sin första Grammis för albumet samma år i kategorin ”Årets HipHop/Soul".
År 2003 släpptes albumet The botten is nådd! som följdes av en turné tillsammans med DJ Amato och Chords och Damn!. Timbuktu vann 2003 två Grammisar för "Årets textförfattare" och "Årets HipHop/Soul". Han skrev även under samma period musik till tv-serien Kniven i hjärtat och medverkade i filmen Babylonsjukan. 
Sommaren 2004 släppte han tillsammans med Chords och Måns Asplund (som tillsammans bildar reggaebandet Helt Off) debutskivan Helt Off.
År 2005 släpptes albumet Alla vill till himmelen men ingen vill dö som den 25 juli samma år sålde guld i Sverige (numera platina) och även senare i Norge. Timbuktu vann 2005 två Grammisar för ”Årets textförfattare” och ”Årets HipHop/Soul”.
2007 släpptes albumet Oberoendeframkallande med singlarna KarmaKontot, Lika barn avvika bäst del 2 och Fantasi. Albumet sålde guld i Sverige. Året efter, 2008, släpptes albumet En high 5 & 1 falafel med singlarna Tack för kaffet och N.A.P.
Den 8 juni 2011 gavs Timbuktus sjunde studioalbum ut, Sagolandet. Den 9 mars samma år släpptes låten "Dansa". Första officiella singeln från Sagolandet var "Dödsdansen" och hade radiopremiär den 13 april 2011. ”Dödsdansen” följdes upp med singlarna ”Allt Grönt” och ”Resten Av Ditt Liv”, som är skriven tillsammans med Oskar Linnros. ”Resten Av Ditt Liv” blev nominerad till en Grammis för ”Årets Låt” 2012 och har sålt 3 x Platina. Timbuktu vann samma år en Grammis för ”Årets hiphop/soul” för Sagolandet och skivan har sålt Platina i Sverige.
Tillsammans med Kartellen släppte Timbuktu låten "Svarta duvor och vissna liljor" år 2013. Låten fick mycket uppmärksamhet i media då den innehåller textraden "Dunka Jimmie gul & blå, hissa i en flaggstång". Låten anses av Sveriges Radio vara kontroversiell och ha ett "våldsamt innehåll". Därför spelas den inte okommenterat av SR, trots höga listplaceringar.
2012 släpptes låten ”Fallskärm”, låten är skriven tillsammans med Oskar Linnros. Låten medverkade på samlingsskivan Pusselbitar som släpptes senare samma år. ”Fallskärm” har sålt Platina och Pusselbitar Guld i Sverige. 
Timbuktu gjorde tillsammans med Måns Asplund låtarna ”Inte stor nog” och ”Stor nog” till filmen ”Hokus Pokus Alfons Åberg” som hade svensk biopremiär 23 augusti 2013. 
I slutet på 2012 släpptes albumet Full Ära tillsammans med bandet Damn!. En nyinspelad samling av tidigare släppta låtar för att fira deras 10 år tillsammans som turnerande enhet. Tillsammans blev de tilldelade en Grammis för ”Årets hiphop/soul” för albumet. Några månader senare släppte SVT dokumentären ”Timbuktu & Damn! – År tio” där man får följa dem från starten 2002, under turnélivet, en resa till Moçambique och ända fram till inspelningen av Full Ära .
I januari 2014 släpptes Timbuktus studioalbum För Livet Till Döden. I samband med släppet av street-singeln ”Spring” gjordes en hemlig kampanj under namnet #spring140131 där kända personer så som Noomi Rapace, Veronica Maggio, Henrik Larsson, Pelle Almqvist och Joel Kinnaman sprang i videos utan avsändare som spreds på nätet. Ytterligare singlar som släpptes från skivan var ”Den svenska skammen”, ”Annie Leibovitz” och ”Misstänkt ft Beldina och Seinabo Sey”.

### Media
Jason Diakité har haft flera egna radioprogram i P3: P3 Hiphop, Jasons värld och Jasons spellista. Mellan 2009 och 2012 var Diakité programledare i tv- och radioprogrammet Musikhjälpen där han medverkade till insamling för välgörande ändamål.
År 2011 var Timbuktu en av deltagarna i andra säsongen av Så mycket bättre i TV4. Detta tillsammans med Eva Dahlgren, E-type, Laleh, Tomas Ledin, Lena Philipsson och Mikael Wiehe. Hans version av låten ”Flickan och Kråkan” gick bland annat in på Svensktoppen och Sverigetopplistan och låg kvar där i 35 veckor.
Åren 2011 och 2014 var han sommarpratare i radioprogrammet Sommar i P1 på Sveriges Radio P1.
2014/2015 tävlade Diakité i TV-programmet På spåret tillsammans med grundaren av Rättviseförmedlingen Lina Thomsgård. De vann sin grupp och gick till semifinal i tävlingen. 2021/2022 och 2022/2023 tävlade han återigen, nu i par med kocken Marcus Samuelsson.

### Övriga engagemang
Diakité uppträdde på SSU:s förbundskongress sommaren 2009 och 2010 på förbundets valläger i Strömstad.
År 2012 uppträdde han för årets Polarpristagare  och 2016 agerade han toastmaster under prisutdelningen samt uppträdde för vinnarna Max Martin och Cecilia Bartoli. Den 11 december 2013 uppträdde Timbuktu på Nobels fredpriskonsert tillsammans med Morrisey, Mary J Blige, James Blunt m.fl.
År 2013 blev Jason Diakité tilldelad ett pris av 5i12-rörelsen mot främlingsfientlighet och rasism med motiveringen "Han har visat hur man både i ord och toner kan förena ett stort artisteri med ett personligt engagemang i viktiga samhällsfrågor. Han har även genom konkret handling gjort många värdefulla humanitära insatser över världen".
Timbuktu är aktiv som goodwill-ambassadör för Svenska FN-förbundet. Han var tidigare styrelseledamot i stiftelsen Teskedsorden.
I oktober 2016 släpptes Jason Diakités självbiografi ”En droppe midnatt”, en berättelse om hans familjehistoria som sträcker sig från slaveriets USA till folkhemmets Sverige. Hösten 2017 sattes boken upp som scenföreställning i regi av Farnaz Arbabi på Skandiascenen i Stockholm med efterföljande Sverige-turné våren och hösten 2018.
I november 2018 stämde Timbuktu och Universal Music Sverigedemokraterna för avsiktligt upphovsrättsintrång efter att partiet hade använt frasen "Alla vill till himlen men ingen vill dö i vårdkön" på valaffischer i valrörelsen hösten 2018. Timbuktu menade att partiet hade tagit frasen från hans sång Alla vill till himmelen men ingen vill dö. I november 2019 bedömde Stockholms tingsrätt att sångtiteln och textraden inte hade verkshöjd eftersom de inte hade tillräcklig originalitet eller individuell särprägel. Bland annat hade artisten Ewa Roos 1967 spelat in en låt med samma namn (Epic 5-9944), en svensk cover av gospellåten "Everybody Wants To Go To Heaven (But Nobody Wants To Die)". Timbuktu förlorade därför målet och fick betala Sverigedemokraternas rättegångskostnader.

### Privatliv
Mellan 2014 och 2016 var Jason Diakité gift med Ronja Ljunghager. År 2018 fick han sitt första barn tillsammans med sambon Amelie Coyet.

## Diskografi

### Som soloartist

#### Album
- 2000 – T2: Kontrakultur
- 2002 – Wått's dö maddefakking diil?
- 2003 – The botten is nådd!
- 2004 – Timbuktu - Live, m/ Damn!
- 2005 – Alla vill till himmelen men ingen vill dö
- 2007 – Oberoendeframkallande
- 2008 – En high 5 & 1 falafel
- 2008 – Live i Grünerlökka m/ Damn!
- 2011 – Sagolandet
- 2011 – Pusselbitar (samlingsskiva, endast digital utgåva)
- 2012 – Pusselbitar (samlingsskiva, utökad version)
- 2012 – Full ära, m/ Damn!
- 2014 – För Livet Till Döden
- 2018 – En Droppe Midnatt - Originalmusiken
- 2018 – Kärlekens Blandband, m/ Damn!
- 2021 – Lullabies, m/ Mapei
- 2021 – Du gamla, Du nya

#### Singlar och EP
- 1996 – Lifestress m/ Falcon & Sleepy
- 1999 – The Conspiracy
- 2000 - Catch Me (Med Antiloop)
- 2000 – Independent Moves
- 2000 – Naked Lunch m/ Promoe
- 2000 – MVH
- 2001 – Pendelparanoia
- 2001 – Northface EP
- 2001 – Alla Vet
- 2002 – Gott Folk
- 2002 – Jag Drar
- 2002 – Ljudet Av..
- 2002 – The Bad Sleep Well EP m/ Promoe
- 2003 – Vertigo m/ Promoe
- 2003 – Ett Brev
- 2003 – The botten is nådd
- 2003 – Dynamit! m/ Peps Persson
- 2003 – Blind Justice m/ Promoe
- 2005 – Alla Vill Till Himmelen Men Ingen Vill Dö
- 2005 – Det Löser Sej m/ Chords & Supreme
- 2005 – Stirra Ner
- 2007 – Karmakontot
- 2007 – Lika Barn Avvika Bäst Del 2
- 2007 – Fantasi
- 2007 – Tolerância m/ Simone Moreno
- 2008 – Tack För Kaffet m/ Dregen
- 2008 – NAP (Nån Annans Problem)
- 2009 – Välj Mej m/ Svante Lodén
- 2011 – Dansa (feat. Jan Lundgren, Duo Pannacotta)
- 2011 – Kapitulera (feat. Susanne Sundfør)
- 2011 – Dödsdansen
- 2011 – Resten Av Ditt Liv
- 2011 – Allt Grönt
- 2011 – Versioner
- 2012 – Fallskärm
- 2012 – Cover Me - Københavnerkneipe
- 2012 – Stanna kvar (feat. Damn!)
- 2013 – Inte Stor Nog
- 2014 – Spring
- 2014 – Den Svenska Skammen
- 2014 – Annie Leibovitz
- 2014 – Misstänkt m/ Beldina och Seinabo Sey
- 2014 – Triangeln
- 2014 – För Livet Till Döden - Remixerna
- 2019 –  Dansez
- 2019 – Falken
- 2019 – Versioner 2019 EP
- 2020 – AOD (feat. Snoh Aalegra)
- 2021 – VIVA m/ Mapei
- 2021 – Bars från ett B-barn
- 2021 – Hela världen väntar m/ Junie

### Med gruppen Helt Off

#### Album
- 2004 – Helt Off
- 2006 – I Huset
- 2010 – Marknadens Soldat

### Med gruppen Excel

#### Album
- 1999 – Bright Lights, Big City

#### Singlar
- 1998 – "Pump"
- 1999 – "All Nite Long"
- 1999 – "You Move Me"

## Filmografi
- 2004 – Babylonsjukan
- 2005 – Funken Styr Våra Steg
- 2011 – Kronjuvelerna

## Certifieringar
- 2006 – IFPI Sverige Guld certifikat "Alla Vill Till Himmelen Men Ingen Vill Dö" (Album)
- 2006 – IFPI Norge Guldcertifikat "Alla Vill Till Himmelen Men Ingen Vill Dö" (Album)
- 2007 – IFPI Sverige Guldcertifikat "OberoendeFramkallande" (Album)

## Utmärkelser

### Grammis[38]
- 2002 – Grammis - Årets Hip-Hop / Soul
- 2003 – Grammis - Årets Textförfattare
- 2003 – Grammis - Årets Hip-Hop / Soul
- 2005 – Grammis - Årets Textförfattare
- 2005 – Grammis - Årets Hip-Hop / Soul
- 2011 – Grammis - Årets Hip-Hop / Soul
- 2012 – Grammis - Årets Hip-Hop / Soul

### P3 Guld
- 2004 – P3 Guld - Årets Hip-Hop / Soul
- 2004 – P3 Guld - Årets Låt
- 2006 – P3 Guld - Årets Manliga Artist
- 2006 – P3 Guld - Årets Låt
- 2015 – P3 Guld - Årets Artist

### Kingsizegalan
- 2012 – Kingsizegalan - Årets Låt "Resten Av Ditt Liv"
- 2012 – Kingsizegalan - Årets Soloartist
- 2012 – Kingsizegalan - Årets Live
- 2013 – Kingsizegalan - Årets bäst klädda
- 2014 – Kingsizegalan - Årets Live
- 2014 – Kingsizegalan - Kingsize Magazine artistpris
- 2015 – Kingsizegalan - Årets Album "För Livet Till Döden"
- 2015 – Kingsizegalan - Årets Soloartist

### Övriga priser och utmärkelser
- 2010 – Martin Luther King-priset[39]
- 2012 – Årets svenska lyckofrämjare[40]
- 2012 – Stora Retorikpriset[41]
- 2012 - Nordens Språkpris[42]
- 2012 – Telenor International Culture Prize 2012[43]
- 2013 – Karl Gerhard-stipendiet[44]
- 2013 – 5i12-priset[45]
- 2014 – Teskedsordens stipendium[46]
- 2014 – Stig Sjödinpriset[47]
- 2017 – Sydsvenska Dagbladets kulturpris [48]
- 2018 – Begriplighetspriset[49]
- 2021 – Hedersdoktor vid Humanistiska fakulteten vid Lunds universitet för "sitt innovativa författarskap och mångsidiga konstnärskap"[50]
- 2023 – Orusts stora Evert Taube-pris[51]